# Göppingen Gö 3
Гёппинген Гё 3 Минимоаa (нем. Göppingen Gö 3 Minimoa)  - одноместный планёр, производившийся в Германии. Был сконструирован Мартином Шемпом и Вольфом Хэртом и был запущен в производство год спустя после их первого планёра, Göppingen Gö 1.Первый полёт совершил в 1935 году. Имя планёр получил по названию лентикулярных облаков создаваемых фёном в Судетах, где эти облака называют Моазаготл. Название использовалось для одного из более ранних планеров Хэрта и так как Гё 3 имел меньшие размеры, он получил приставку 'Мини-'.
На Гё 3 было установлено несколько рекордов, в том числе мировой рекорд высоты 6 687 м в 1938 в грозу. Ричард дю Понт и Чет Декер на Гё 3 выигрывали чемпионаты США в 1937 и 1938.
Планёр сделан из дерева и ткани с консольными 'крыльями чайки'. B-версия в 1938 имела более тонкие крылья с модифицированной секцией и узлом чайки в разных местах. Шасси невыдвигающееся. Это был первый планёр, который мог нести водный балласт в резервуаре позади пилота.
Только четыре Минимоа на сегодняшний день пригодны для полётов: два в Германии, один в Японии и один в Великобритании.

## Характеристики (Гё 3)
- Экипаж — 1 пилот
- Длина — 7,0 м
- Размах крыла — 17 м
- Площадь крыла — 19.05 м²
- Вес пустого аппарата — 245 кг
- Максимальный взлётный вес — 350 кг
- Профиль крыла — Гё 681, 693
- Максимальная скорость 219 км/ч
- Нагрузка на крыло — 18,37 кг/м²
- Минимальное снижение 0,61 м/с на скорости 60 км/ч
- Аэродинамическое качество — 28:1 на скорости 72 км/ч

## Внешние ссылки
- Справочник планёров
- FiddlersGreen — Бумажная модель Минимоа